# بوراراس ناووس
بوراراس ناووس با نام علمی Boraras naevus که بیشتر با نام رازبورای توت فرنگی شناخته میشود گونه ای ماهی از خانواده کپورماهیان بومی کشور تایلند است.  مکان های زندگی این گونه شامل مناطق باتلاقی شمال سورات تانی ، زهکشی رودخانه تاپی (واقع در خلیج تایلند ) و شیب دریای آندامان در شبه جزیره مالایی در نزدیکی ترانگ است.